# Теорема Аполлонія

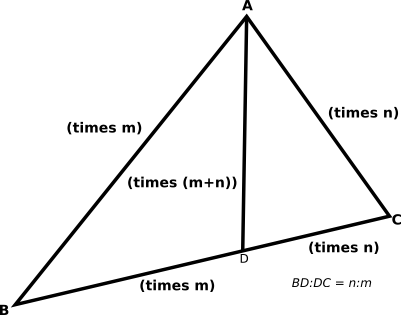
Теорема Аполлонія

Теорема Аполлонія пов'язує лінійні елементи в трикутнику. Нехай дано трикутник {\displaystyle ABC}, точка {\displaystyle D} лежить на стороні {\displaystyle BC} і ділить її у співвідношенні {\displaystyle n:m} (тобто {\displaystyle mBD=nDC}), тоді справедлива рівність:
{\displaystyle mAB^{2}+nAC^{2}=mBD^{2}+nDC^{2}+(m+n)AD^{2}.\,}
Якщо {\displaystyle m=n=1}, тобто коли {\displaystyle AD} є медіаною опущеною на сторону {\displaystyle BC}, то теорема спрощується:
{\displaystyle AB^{2}+AC^{2}=2(AD^{2}+BD^{2})\,\!}
Крім того якщо {\displaystyle AB=AC}, то трикутник рівнобедрений і теорема спрощується до теореми Піфагора.
{\displaystyle AD^{2}+BD^{2}=AB^{2}(=AC^{2}).\,}